# Ursula von Dobeneck
Ursula von Dobeneck war von 1519/20 bis 1535 Äbtissin des Klosters Hof.
Ursula von Dobeneck stammte aus dem Adelsgeschlecht der Dobeneck. Johann Christoph Weiß, Georg Wilhelm Kirsch und Dietlein/Jäger haben sich mit der zeitlichen Einordnung ihres Wirkens als Äbtissin beschäftigt. Der Genealoge Johann Gottfried Biedermann ordnet Ursula als Tochter des Kunemund von Dobeneck ein, der 1465 an der Aufseßischen Fehde mit dem Würzburger Bischof Johann III. von Grumbach beteiligt war und sich später ausgesöhnt haben muss. Ebenfalls nach Biedermann hatte Ursula einen Bruder Wilhelm, der markgräflicher Rat und Amtmann zu Hof war. Ursula ergänzte das Urbar ihrer beiden Vorgängerinnen über die Besitzverhältnisse des Klosters.